# 2027 FIFA女子ワールドカップ・ヨーロッパ予選
2027 FIFA女子ワールドカップのヨーロッパ予選は、欧州サッカー連盟（UEFA）に属する女子サッカー代表チームにより争われる。出場枠は直接の出場枠11ならびに大陸間プレーオフ枠1。

## 方式
方式は以下の通り。

### グループステージ
- UEFA女子ネーションズリーグ2025の総合成績により、グループを以下のように割り当てる。
  - 総合成績1位から16位のチーム：リーグA（4チームずつの4グループ）
  - 総合成績17位から32位のチーム：リーグB（4チームずつの4グループ）
  - 総合成績33位以下のチーム：リーグC（3～4チームずつの6グループ）
- 各グループではホーム&アウェーの2回総当たり戦を行う。
- グループリーグの総合成績は以下の優先順位で付けられる：
  1. 上位のリーグに属すること
  2. グループ内での順位
  3. グループ内での勝ち点（同リーグ内でグループのチーム数が異なる場合は、グループ最下位のチーム同士の戦績を比較する場合を除き、グループ最下位のチームとの対戦戦績は除外して比較する。以下同様）
  4. グループ内での得失点差
  5. グループ内での総得点
  6. グループ内でのアウェーでの総得点
  7. グループ内での勝利数
  8. グループ内でのアウェーでの勝利数
  9. 反則ポイント
  10. UEFA女子ネーションズリーグ2025の総合成績における順位
- リーグAの各グループ1位チームは、ワールドカップの出場権を獲得する。

### プレーオフ
- 以下の方式でプレーオフを行い、勝ち残った8チームのうちグループリーグの総合成績（前述）上位7チームはワールドカップの出場権を獲得し、最下位のチームは大陸間プレーオフの出場権を獲得する。
  - 1回戦・パス1：「リーグAのグループ2位・3位のチーム」（全8チーム）と、「リーグCのグループ1位、もしくはグループ2位のうち成績上位の2チーム」（全8チーム）が1チームずつ組み合わされ、ホーム&アウェーで対戦する。
  - 1回戦・パス2：「リーグAのグループ4位、もしくはリーグBのグループ1位のチーム」（全8チーム）と、「リーグBのグループ2位・3位のチーム」（全8チーム）が1チームずつ組み合わされ、ホーム&アウェーで対戦する。
  - 2回戦：パス1の勝者とパス2の勝者が1チームずつ組み合わされ、ホーム&アウェーで対戦する。

## 日程
UEFAが2024年9月30日に発表した予定は以下の通り。
| 段階             | 抽選日                  | 開催日                                                                    |
| ---------------- | ----------------------- | ------------------------------------------------------------------------- |
| グループステージ | 2025年11月4日（未確定） | - 2026年2月26日 - 3月7日 - 2026年4月9日 - 4月18日 - 2026年6月3日 - 6月9日 |
| プレーオフ1回戦  | 2026年6月22日（未確定） | 2026年10月7日 - 10月13日                                                  |
| プレーオフ2回戦  | 2026年6月22日（未確定） | 2026年11月26日 - 12月5日                                                  |

※プレーオフ2回戦の抽選は、対戦を回避すべきチームの組み合わせが1回戦の結果によっては生じうる場合、2026年10月16日に抽選する。